# Крейчи, Иша
И́ша Кре́йчи (чеш. Iša Krejčí; 10 июля 1904, Прага — 6 марта 1968, там же) — чешский неоклассический композитор, дирижёр и драматург. Полное имя — Франтишек Крейчи, однако он его не использовал, чтобы избежать путаницы со своим отцом, философом и психологом Франтишеком Крейчи.
Окончил Карлов университет, где изучал историю и музыковедение, и Пражскую консерваторию у Вацлава Талиха (дирижирование), Витезслава Новака и Карела Болеслава Йирака (композиция).
В 1928—1932 гг. дирижёр Словацкого национального театра в Братиславе, в 1933—1934 гг. — чешского Национального театра в Праге, в 1934—1945 гг. — Чехословацкого радио. В 1945—1958 гг. работал в Оломоуцкой опере. В 1958 г. вернулся в пражский Национальный театр, однако преимущественно в качестве драматурга.
Автор опер «Антигона» (1934, по одноимённой трагедии Софокла) и «Беспокойство в Эфесе» (1943, по «Комедии ошибок» Шекспира). Написал также четыре симфонии, пять струнных квартетов, несколько пьес для Чешского нонета, вокальные и хоровые пьесы на стихи Карела Махи, Яна Неруды, Витезслава Незвала.